# Megchelen
Megchelen ist ein niederländisches Dorf der Gemeinde Oude IJsselstreek. Sie liegt in den Regionen Liemers und Achterhoek in der Provinz Gelderland. Es ist der südlichste Punkt der Gemeinde Oude IJsselstreek, der von drei Seiten von der deutsch-niederländischen Grenze umschlossen wird. Das Dorf zählt knapp Tausend Einwohner.

## Nachbarorte
Nord-östlich von Megchelen auf deutscher Seite befindet sich Anholt mit der Burg Anholt, im Süden liegt auf deutscher Seite das Naturschutzgebiet Hetter-Millinger Bruch und der Ort Millingen. Süd-westlich in etwas weiterer Entfernung befindet sich der Ortsteil Praest. Innerhalb des niederländischen Territoriums befindet sich das Dorf Netterden nordwestlich sowie im Norden der Ort Gendringen.

## Sehenswürdigkeiten und Monumente
Zu den Sehenswürdigkeiten des Ortes zählen die Martinus-Kirche sowie das Haus Landfort, ein im klassizistischen Stil erbautes Landhaus aus dem frühen 19. Jahrhundert.

## Bilder

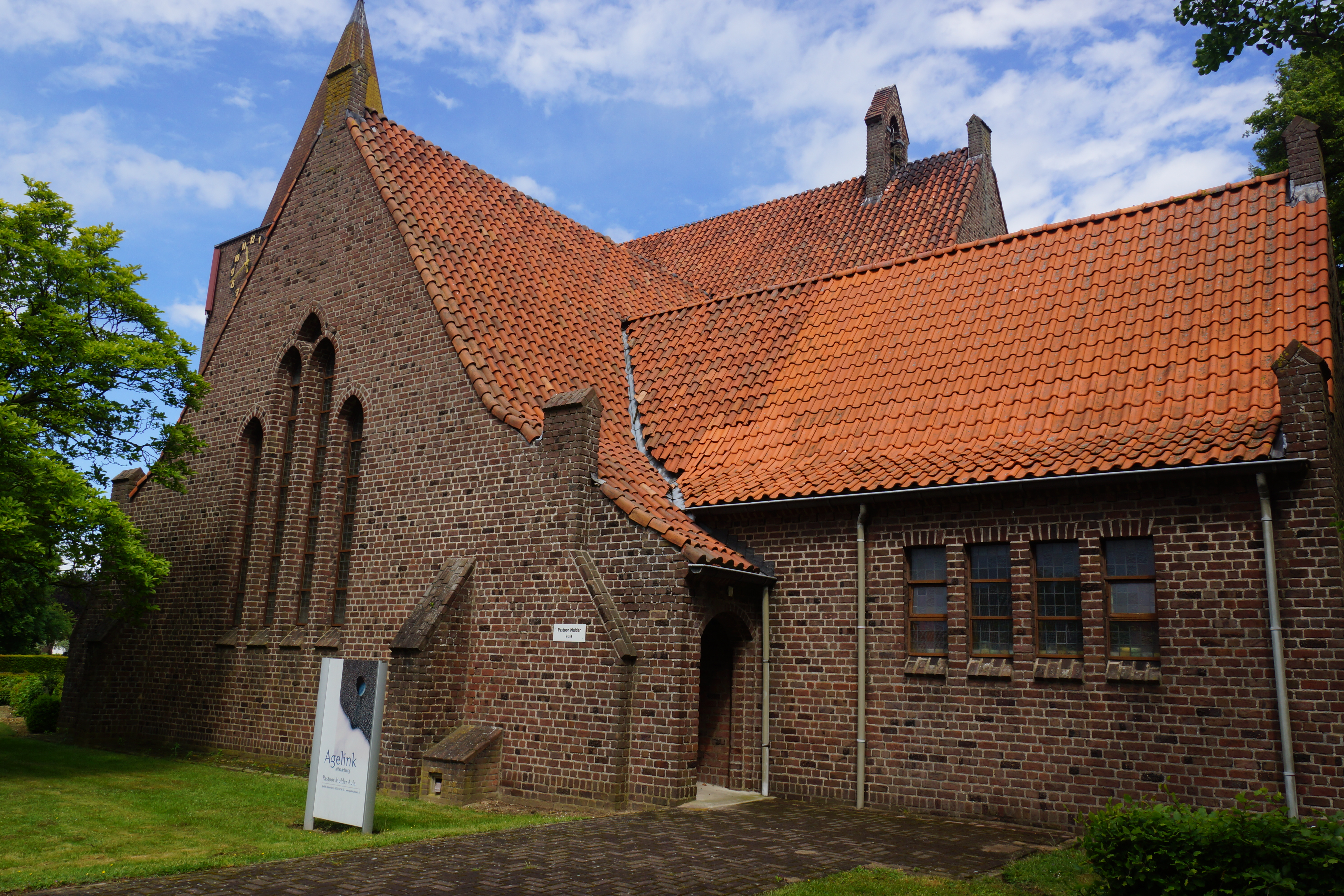
Martinus-Kirche, Megchelen
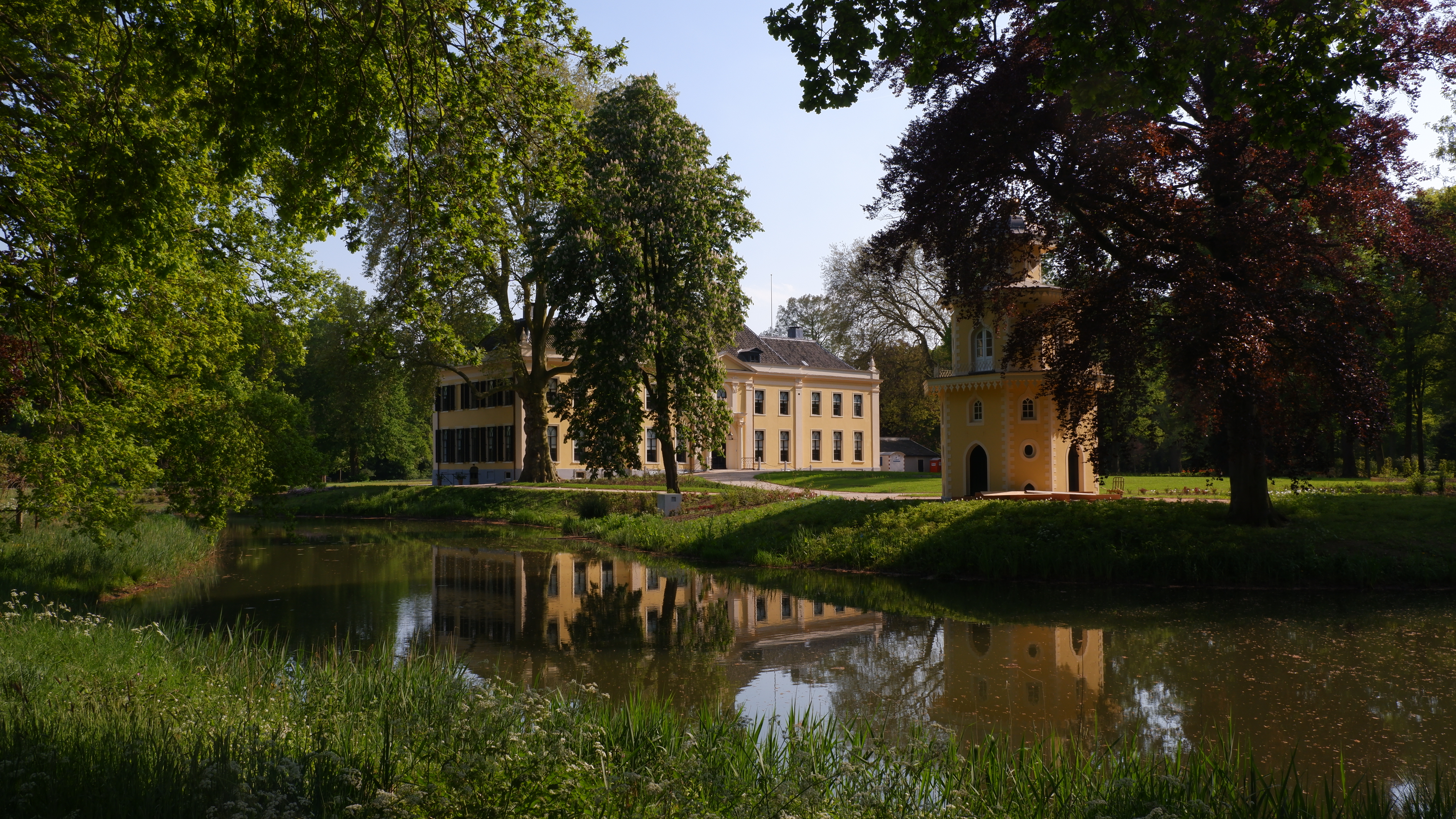
Haus Landfort, Megchelen